# Vrhe, Trbovlje
Vrhe so naselje v Občini Trbovlje v bližini Prevala oz. cestnega prelaza Podmeja med Trbovljami in Savinjsko dolino. V bližini je smučišče Medvednica.